# Maurocellus
Maurocellus was omstreeks 420 gouverneur (vicaris) van de Romeinse diocees Hispania.

## Geschiedenis
Maurocellus kreeg naar alle waarschijnlijkheid de post van vicaris na de beeindiging van de Gotische oorlog. In 418 hadden de Aquitaanse Goten in Hispania de keizerlijke macht hersteld nadat deze in chaotische periode was verdwenen.  In de vier belangrijkste provincies van het diocees Hispania werd de Romeinse bestuursstructuur  hersteld en leger en ambtenaren keerden terug. 
In 420 voerde Maurocellus een Romeins leger aan. Vanuit de hoofdstad Emerita Augusta begaf hij zich op weg naar Gallaecia om generaal Asterius te ondersteunen in zijn campagne tegen Maximus en de Vandalen. Bij de stad Braga (stad) leed hij een nederlaag.